# Selina Cerci
Selina Cerci, född den 31 maj 2000 i Kiel, är en tysk fotbollsspelare.

## Karriär
Selina Cerci inledde sin seniorkarriär i FC Bayern München år 2017. 2019 kontrakterades hon av SV Werder Bremen och 2020 värvades hon av 1. FFC Turbine Potsdam. Efter ett par säsonger i 1. FC Köln värvades hon av TSG 1899 Hoffenheim. Hon har även representerat det tyska damlandslaget där hon debuterade år 2022.